# 十二首歌之门

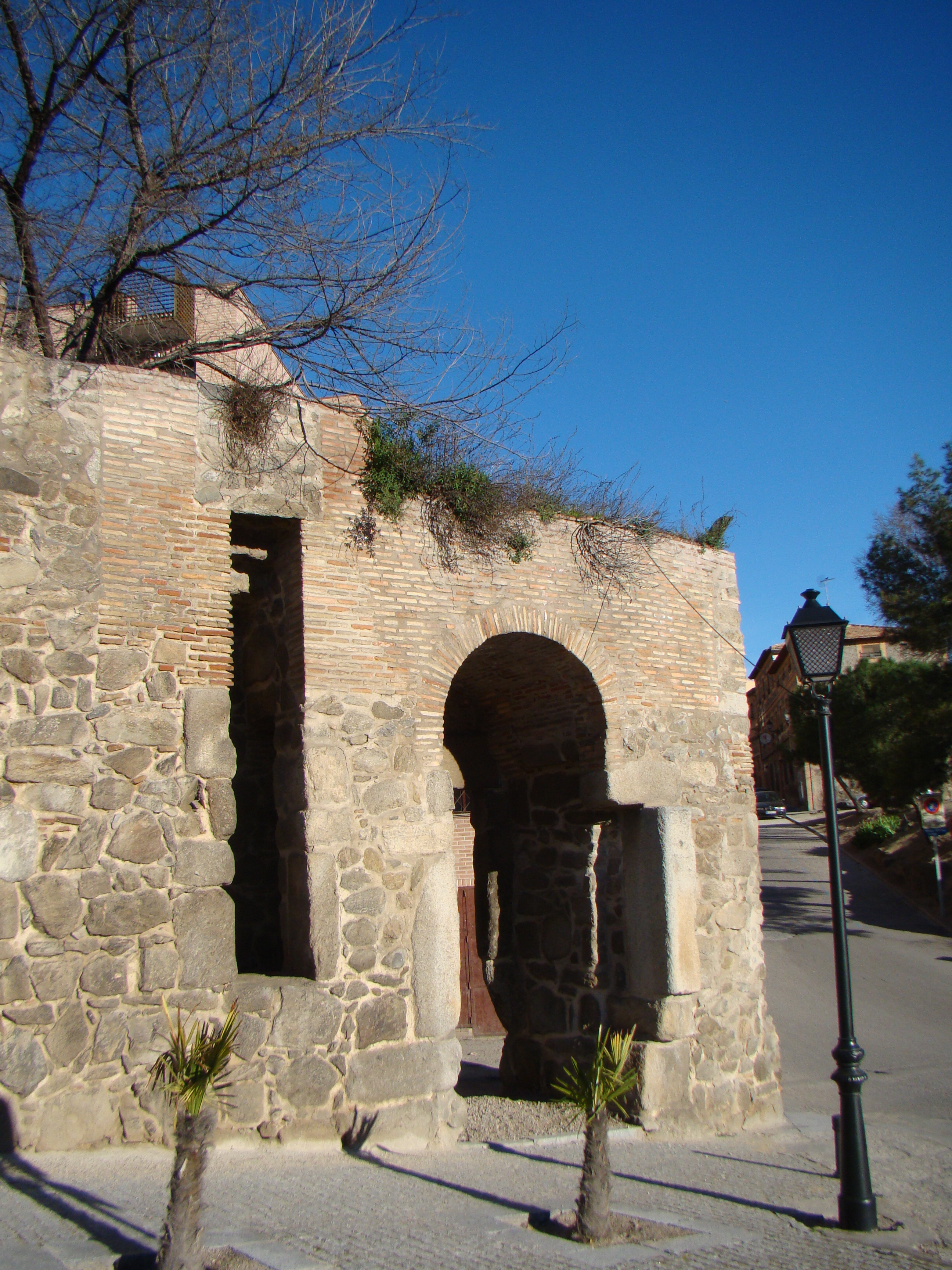
十二首歌之门

十二首歌之门（Puerta de los Doce Cantos）是西班牙卡斯蒂利亚-拉曼恰自治区托萊多的一个城门。它是这个城市所有城门中最谦逊的一座。
它起源于阿拉伯时期，位于Al-Hieén 堡垒的东南端，朝向阿尔坎塔拉武器广场（Plaza de armas de Alcántara）。
几个世纪以来，它一直被围起来。但在20世纪20年代修复时，被列为西班牙国家文物古迹，尽管其阿拉伯建筑已被部分拆除。